# Decatur (Illinois)
Decatur es una ciudad ubicada en el condado de Macon en el estado estadounidense de Illinois. En el Censo de 2010 tenía una población de 76122 habitantes y una densidad poblacional de 626,48 personas por km².

## Geografía
Según la Oficina del Censo de los Estados Unidos, Decatur tiene una superficie total de 121.51 km², de la cual 109.36 km² corresponden a tierra firme y (10%) 12.15 km² es agua.

## Demografía
Según el censo de 2010, había 76 122 personas residiendo en Decatur. La densidad de población era de 626,48 hab./km². De los 76 122 habitantes, Decatur estaba compuesto por el 71,61% blancos, el 23,26% eran afroamericanos, el 0,23% eran amerindios, el 0,92% eran asiáticos, el 0,03% eran isleños del Pacífico, el 0,87% eran de otras razas y el 3,09% pertenecían a dos o más razas. Del total de la población el 2,17% eran hispanos o latinos de cualquier raza.